# العلاقات الهايتية الهندوراسية
العلاقات الهايتية الهندوراسية هي العلاقات الثنائية التي تجمع بين هايتي وهندوراس.

## مقارنة بين البلدين
هذه مقارنة عامة ومرجعية للدولتين:
| وجه المقارنة                                              | هايتي                                | هندوراس          |
| --------------------------------------------------------- | ------------------------------------ | ---------------- |
| المساحة (كم2)                                             | 27.75 ألف                            | 112.49 ألف       |
| عدد السكان (نسمة)                                         | 10.98 مليون                          | 9.27 مليون       |
| الكثافة السكانية (ن./كم²)                                 | 395.68                               | 82.41            |
| العاصمة                                                   | بورت أو برانس                        | تيغوسيغالبا      |
| اللغة الرسمية                                             | لغة فرنسية، اللغة الكريولية الهايتية | اللغة الإسبانية  |
| العملة                                                    | جوردة هايتية                         | لمبيرة هندوراسية |
| الناتج المحلي الإجمالي (بليون دولار)                      | 8.41 مليار                           | 22.98 مليار      |
| الناتج المحلي الإجمالي (تعادل القوة الشرائية) بليون دولار | 18.82 مليار                          | 41.14 مليار      |
| الناتج المحلي الإجمالي الاسمي للفرد دولار أمريكي          | 818                                  | 2.53 ألف         |
| الناتج المحلي الإجمالي للفرد دولار أمريكي                 | 1.73 ألف                             | 4.91 ألف         |
| مؤشر التنمية البشرية                                      | 0.483                                | 0.606            |
| رمز المكالمات الدولي                                      | +509                                 | +504             |
| رمز الإنترنت                                              | .ht                                  | .hn              |
| المنطقة الزمنية                                           | 00                                   | 00               |

## منظمات دولية مشتركة
يشترك البلدان في عضوية مجموعة من المنظمات الدولية، منها:
| علم المنظمة | اسم المنظمة                                                          | تاريخ انضمام هايتي | تاريخ انضمام هندوراس |
| ----------- | -------------------------------------------------------------------- | ------------------ | -------------------- |
|             | البنك الدولي للإنشاء والتعمير                                        | 8 سبتمبر 1953      | 27 ديسمبر 1945       |
|             | منظمة التجارة العالمية                                               | ?                  | ?                    |
|             | المركز الدولي لتسوية المنازعات الاستشارية                            | 26 نوفمبر 2009     | 16 مارس 1989         |
|             | منظمة حظر الأسلحة الكيميائية                                         | ?                  | ?                    |
|             | الأمم المتحدة                                                        | 24 أكتوبر 1945     | 17 ديسمبر 1945       |
|             | وكالة حظر الأسلحة النووية في أمريكا اللاتينية ومنطقة البحر الكاريبي ‏ | ?                  | ?                    |
|             | منظمة الشرطة الجنائية الدولية                                        | ?                  | ?                    |
|             | وكالة ضمان الاستثمار متعدد الأطراف                                   | 11 ديسمبر 1996     | 30 يونيو 1992        |
|             | يونسكو                                                               | 18 نوفمبر 1946     | 16 ديسمبر 1947       |
|             | مؤسسة التنمية الدولية                                                | 13 يونيو 1961      | 23 ديسمبر 1960       |
|             | مؤسسة التمويل الدولية                                                | 20 يوليو 1956      | 20 يوليو 1956        |
|             | الاتحاد البريدي العالمي                                              | ?                  | ?                    |
|             | الاتحاد الدولي للاتصالات                                             | 10 أكتوبر 1927     | 27 أكتوبر 1925       |

## أعلام
هذه قائمة لبعض الشخصيات التي تربطها علاقات بالبلدين:
- ألفريدوا بومان (26 نوفمبر 1933 – 6 أغسطس 2016)

## وصلات خارجية
- موقع وزارة الخارجية الهايتية
- موقع وزارة الخارجية الهندوراسية